# Аральське (Калінінградська область)
Аральське (рос. Аральское, нім. Gut Alexwangen) — селище Зеленоградського району, Калінінградської області Росії. Входить до складу Ковровського сільського поселення.
Населення — 37 осіб (2015 рік).

## Населення
| 2002 | 2010 |
| ---- | ---- |
| 36   | ↗37  |